# Елисавета (Библия)
Вижте пояснителната страница за други значения на Елисавета.
Св. Елисавета е майка на св. Йоан Предтеча и сестра на св. Анна, майката на св. Дева Мария, според Евангелието от Лука и Корана. Тя била „от дъщерите Ааронови“ (Лук. 1:5).

## Биография
Св. Елисавета и съпругът ѝ св. Захарий живели по времето на цар Ирод. Св. Захарий бил свещеник от Хеврон, нямали деца до дълбока старост. Но веднъж, когато св. Захарий бил на смяна и трябвало да влезе в Йерусалимския храм, за да покади, му се явил архангел Гавриил и му известил, че жена му ще му роди син, който трябва да бъде наречен Йоан. Св. Захарий не повярвал и за това Гавриил му отнел гласа, до момента, в който се сбъдне предреченото. Скоро след като се прибрал у дома си св. Елисавета заченала.
Шест месеца след станалото, св. Дева Мария също забременяла, както ѝ било известено от същия архангел Гавриил, и отишла да сподели радостта си със св. Елисавета. Когато влязла в дома ѝ, св. Йоан Кръстител проиграл в утробата на майка си, която се изпълнила с голяма радост и Свети Дух и „извикала възторжено, с висок глас:
| „                | Благословена си ти между жените, и благословен е плодът на твоята утроба! И откъде ми е това – да дойде при мене майката на моя Господ? Защото, щом гласът на твоя поздрав достигна до ушите ми, проигра младенецът радостно в утробата ми. И блажена е, която е повярвала, понеже ще се сбъдне казаното ѝ от Господа. | “ |
| (Лука 1:42 – 45) | |   |

Три месеца по-късно св. Дева Мария се върнала у дома си, а когато настъпило времето, св. Елисавета родила обещания син. Въпреки че всички смятали, че той трябва да носи името на баща си, св. Елисавета настоявала да го нарекат Йоан. Роднините ѝ се допитали до св. Захарий, а той написал на дъсчица: „Йоан му е името“ (Лука 1:63), след което проговорил, тъй като се изпълнило това, което му бил казал Гавриил.
След като Иисус се родил, цар Ирод, разбрал от влъхвите, че се е родил дългоочакваният Месия. Тъй като според преданието Месията трябвало да стане цар на Иудея, Ирод се изплашил за трона си и решил да го убие. За това помолил влъхвите „идете, разпитайте грижливо за Младенеца и, като Го намерите, обадете ми, за да ида и аз да Му се поклоня“ (Мат. 2:8). Когато намерили Иисус, обаче, те получили видение насън за подлите намерения на Ирод и си заминали към страната си, без да го известят. Обручника на св. Дева Мария, св. Йосиф, получил видение насън „стани, вземи Младенеца и майка Му, и бягай в Египет, и остани там, докле ти кажа; защото Ирод ще търси Младенеца, за да Го погуби“ (Мат. 2:13). „Тогава Ирод, като се видя подигран от мъдреците, твърде много се ядоса и прати, та изби всички младенци във Витлеем и във всичките му предели, от две години и надолу, според времето, което бе точно узнал от мъдреците.“ (Мат. 2:16). За да не бъде убит и нейният син, св. Елисавета се скрила, заедно с него, в една пустинна планина.
Укривайки се в планината, св. Елисавета дълго се молела на Бога да защити нея и сина ѝ. Като видяла войниците, които внимателно търсели бегълците и вече били наблизо, тя с ужас извикала на най-близката скала: „планино Божия, приеми майката и сина!“ Скалата в същия миг се разтворила, приела ги в себе си и така те се скрили от настигащите ги убийци. По Божие повеление за тях там се устроила пещера, избликнал извор с вода, а над пещерата израсла финикова палма, отрупана с обилен плод. Когато майката и синът искали да ядат, дървото се наклонявало, давайки им плодовете си за храна, а след това отново се изправяло.
Войниците, като не намерили св. Елисавета и сина ѝ, се върнали и известили на Ирод. Той пратил да попитат св. Захарий къде е синът му, но той не им казал и бил убит между църквата и олтара.
Четиридесет дни след убийството на св. Захарий, св. Елисавета починала в пещерата, а св. Йоан бил хранен от ангел до достигане на пълнолетие и пазен в пустинята, до деня, когато започнал да проповядва.